# Diascia veronicoides
Diascia veronicoides är en flenörtsväxtart som beskrevs av Rudolf Schlechter. Diascia veronicoides ingår i släktet tvillingsporrar, och familjen flenörtsväxter. Inga underarter finns listade i Catalogue of Life.